# Kammarspel
Kammarspel är en form av dramatik. Några exakta genrekriterier har aldrig uppställts. Termen har tillämpats på teater och film, såsom vissa verk av Ingmar Bergman (till exempel Viskningar och rop och Höstsonaten) och även videokonst, som Annika Larsson.
Termen myntades av regissören Max Reinhardt som 1906 grundade scenen Kammerspiele, ett annex till Deutsches Theater i Berlin, och tänkte sig "ett slags teaterns kammarmusik". Reinhardts idéer var dock i hög grad inspirerade av  August Strindberg, som utvecklade formen vidare, och 1907 var den första dramatikern att använda benämningen på egna dramer som han skrev för Intima teatern. Idealet var maximal enkelhet, intimitet och sparsmakadhet vad gäller de storslagna effekter som utmärkte mycket av den äldre dramatiken:
I dramat söka vi det starka betydelsefulla motivet, men med begränsning. I behandlingen undvika vi all flärd, alla beräknade effekter, applådställen, glansroller, solonummer. Ingen bestämd form skall binda författaren ty motivet betingar formen. Alltså frihet i behandlingen, endast bunden av konceptionens enhet och stilkänslan.
I övrigt kan Strindbergs kammarspel anses inrymma element från såväl hans naturalistiska dramer som de mer modernistiska. Det mest kända av hans kammarspel är Spöksonaten. 
Andra dramatiker som har utvecklat genren är Eugene O'Neill, Samuel Beckett och Lars Norén.